# Miro Belzil
Miro est un auteur-compositeur-interprète et comédien québécois né le 8 février 1993 à Granby sous le nom de Miro Belzil.

## Biographie
Le parcours artistique de Miro débute à 3 ans alors que sa mère lui procure un violoncelle. Il suit ensuite une formation classique jusqu'à ses 16 ans, avant de se tourner davantage vers la guitare et les différents outils et procédés d'enregistrement. 
De 2013 à 2016, il forme le duo humoristique Blé en compagnie de Thierry Doucet. Le groupe fait paraître deux albums : Avion-papier (2014) et Pluie de grêle (2015).  
Le 27 septembre 2019, Miro lance En retard sur ma vie, son premier album solo, co-réalisé par le producteur Pierre-Luc Rioux et sous l'étiquette Rosemarie Records. Influencé par Loud, FKJ et Les Louanges, le jeune « hitmaker » signe un projet personnel et mélancolique aux accents R&B, funk et pop.
Le 6 août 2020, il devient le premier artiste à présenter un spectacle sur le toit de la tour du Stade olympique de Montréal. Diffusé sur sa page Facebook et sur celles de nombreux partenaires dont les Francos et le Festival international de la chanson de Granby, le spectacle a été vu plus de 100 000 fois.
À l'automne 2021, il obtient sa première nomination au Gala de l'ADISQ 2020 dans la catégorie Révélation de l'année et offre une prestation au Premier Gala de l'ADISQ.
Le 22 juin 2021, il sort Backdoor, le 1er single de son second album annoncé pour l'automne 2021. Le 6 août 2021, la chanson Phénix Blanc, titre du duo Québécois Dumetri sort avec Miro en featuring. Le 21 septembre, il présente son 2e single, Assez, mettant en vedette le chanteur de Clay and Friends, Mike Clay.
Miro lance son 2ᵉ album en carrière le 22 octobre 2021. Intitulé Sablier, il comprend 10 chansons. Pour le projet, il s'est entouré d'une équipe formée de Pierre-Luc Rioux (musique, co-réalisation, prise de son, guitare), Philippe Besner (paroles), Chase Worrell (co-réalisation), Realmind (co-réalisation), Mike Clay (Feat.), Georgette (Feat.), Lemind (Feat.) Tim Buron (mixage) et Philip Gosselin (matriçage). La sortie de cet album coïncide avec sa position comme future star iHeartRadio d’octobre à Rouge FM. Le spectacle de lancement de ce tout nouvel album s'est tenu au MTELUS à Montréal le 23 octobre 2021.
Le 7 juin 2023, Miro sort Oublié, le premier single de son 3ᵉ album, pour ensuite dévoiler Blue le 21 juillet, suivi en septembre de la chanson Quitter la ville, en collaboration avec Ariane Moffatt, Le 10 novembre 2023, l'artiste présente son 3e disque en carrière, Géant. La première de son spectacle, qui a fait salle comble, fut présentée au bar l'Escogriffe, à Montréal, le 22 novembre 2023.

## Discographie
2014 : Avion-papier (Kay Productions) (Avec Blé)
| No  | Titre                         | Durée |
| --- | ----------------------------- | ----- |
| 1.  | Latte                         | 3:31  |
| 2.  | Tu pourrais voir la lune      | 3:08  |
| 3.  | Avion-papier                  | 2:47  |
| 4.  | T'es belle                    | 3:28  |
| 5.  | Danse dans le noir            | 4:49  |
| 6.  | Aux mille feux                | 4:28  |
| 7.  | Down pour toi                 | 3:12  |
| 8.  | Juste pour se voir            | 2:57  |
| 9.  | Une de trouvée, dix de perdus | 3:44  |
| 10. | Une douche avec toi           | 3:57  |

2015 : Pluie de grêle (Rosemarie Records) (Avec Blé)
| No  | Titre          | Durée |
| --- | -------------- | ----- |
| 1.  | Pluie de grêle | 3:23  |
| 2.  | Ça sert à quoi | 3:32  |
| 3.  | Métropole      | 3:53  |
| 4.  | Revolver       | 3:43  |
| 5.  | Astronaute     | 3:35  |
| 6.  | Tête lourde    | 3:17  |
| 7.  | Aquarium       | 3:27  |
| 8.  | Trop high      | 4:21  |
| 9.  | Et si          | 3:34  |
| 10. | Derrière toi   | 3:27  |

2019 : En retard sur ma vie (Rosemarie Records)
| No  | Titre                            | Durée |
| --- | -------------------------------- | ----- |
| 1.  | En retard sur ma vie             | 3:14  |
| 2.  | Wake-up Call (feat. Franky Fade) | 2:45  |
| 3.  | Faire semblant                   | 2:54  |
| 4.  | Milles à la ronde                | 2:55  |
| 5.  | La paix                          | 3:48  |
| 6.  | #validé                          | 2:57  |
| 7.  | Fade Away                        | 2:14  |
| 8.  | High (feat. LEO)                 | 3:33  |
| 9.  | Out of my League                 | 2:37  |
| 10. | Belle journée (feat. Vendou)     | 3:15  |

2021 : Sablier (Rosemarie Records)
| No  | Titre                    | Durée |
| --- | ------------------------ | ----- |
| 1.  | Perdu                    | 2:26  |
| 2.  | Ma Way                   | 2:31  |
| 3.  | Backdoor                 | 2:50  |
| 4.  | Sablier                  | 3:11  |
| 5.  | Assez (feat. Mike Clay)  | 2:08  |
| 6.  | Magot                    | 2:38  |
| 7.  | Karma (feat. Lemind)     | 1:57  |
| 8.  | Fin                      | 2:48  |
| 9.  | Pus de gaz               | 2:31  |
| 10. | Noyade (feat. Georgette) | 3:51  |

2023 : Géant (Rosemarie Records)
| No  | Titre                                   | Durée |
| --- | --------------------------------------- | ----- |
| 1.  | Blue                                    | 3:13  |
| 2.  | Quitter la Ville (feat, Ariane Moffatt) | 3:06  |
| 3.  | Géant                                   | 3:01  |
| 4.  | Oublié                                  | 2:37  |
| 5.  | Someone On My Mind (feat. Mike Clay)    | 2:46  |
| 6.  | Miley                                   | 3:29  |
| 7.  | L'hiver                                 | 2:33  |
| 8.  | Piège                                   | 2:57  |
| 9.  | Disparaître                             | 2:35  |
| 10. | Futur (feat. Simon Kearney)             | 4:00  |

## Filmographie

### Télévision
- 2007 à la télévision-2014 à la télévision : Destinées : Gabriel
- 2008 à la télévision : Virginie : François
- 2009 à la télévision-2013 à la télévision : Tactik : Pelchat
- 2010 à la télévision : Un tueur si proche (Ne dis plus jamais non) : Gabriel
- 2019 à la télévision : Belle et Bum : Lui-même

### Cinéma
- 2015 : Aurélie Laflamme : Les Pieds sur terre : Emmerick Gagnon

### Webtélé
- 2014-2017 : La chaîne de Thierry Doucet: lui-même
- 2014-2017 : La chaîne de Lysandre Nadeau: lui-même
- 2014-2017 :  La chaîne de Avec Simon : lui-même
- 2016 : La chaîne de Gab Joncas : lui-même
- 2016 : La chaîne de PL Cloutier : lui-même[12]
- 2018 : La chaîne du Criss de Podcast : lui-même[13]
- 2018 : La chaîne de Avec Simon : lui-même[14]
- 2020 : La chaîne du Le temps un Jujube de Adamo: lui-même

## Prix et distinctions
En 2020, dans le cadre du Gala des prix RIDEAU de la diffusion, Miro reçoit le prix Télé-Québec et le prix jury RADARTS / RIDEAU lui offrant un présence à l'émission Belle et Bum et à la FrancoFête en Acadie.
Il obtient une nomination au Gala de l'ADISQ 2020 dans la catégorie Révélation de l'année. 
En octobre 2021, il est nommé Future star iHeartRadio à Rouge FM. 

## Vie privée
Miro a partagé sa vie avec l'actrice, autrice, animatrice et chroniqueuse Rosalie Bonenfant.